# Sendai
Thành phố Sendai (Nhật: 仙台市 (Tiên Đài thị) Hepburn: Sendai-shi) là một đô thị quốc gia của Nhật Bản, trung tâm hành chính của tỉnh Miyagi ở vùng Tohoku.

## Lịch sử
Mặc dù Sendai đã có người sinh sống từ cách đây 20.000 năm, nhưng lịch sử của thành phố Sendai thì mới bắt đầu từ năm 1600.
Lãnh chúa Masamune không hài lòng về phần lãnh địa và thành trì Iwadeyama trước đó của ông ta. Iwadeyama nằm ở phía bắc vùng đất của ông và từ đó rất khó khăn để đến Edo (Tokyo hiện nay). Trong khi đó, Sendai là một địa điểm lý tưởng, tọa lạc ngay trung tâm vùng đất mà Masamune mới giành được, nằm trên con đường chính đến Edo, và còn gần biển nữa. Tokugawa Ieyasu đã cho phép Masamune xây dựng thành quách ở Aobayama, Sendai sau trận thắng Sekigahara. Vào thời điểm đó, chữ Sendai được viết là 千代 - "Thiên Đại", vì ở Aobayama có một ngôi đền với 1000 bức tượng Phật (千体 sentai – thiên thể). Masamune đã đổi cách viết Kanji của thành phố thành 仙台 - "Tiên Đài". Masamune xây dựng thành Sendai vào tháng 12 năm 1600 và bắt tay xây dựng Sendai thành một thị trấn vào năm 1601. Những đồ án của ông ngày đó đã tạo cơ sở cho hệ thống đường sá ở trung tâm thành phố ngày nay.
Sendai được hợp nhất thành thành phố vào ngày 1 tháng 4 năm 1889, là kết quả của sự loại trừ chế độ lãnh địa phong kiến. Vào thời điểm hợp nhất, diện tích thành phố là 17,45 km² và dân số là 86.000 người. Tuy nhiên, thành phố lại qua tiếp bảy lần sáp nhập nữa, từ 1928 tới 1988. Thành phố như bây giờ bắt đầu từ tháng 4 năm 1989. Năm 1999, dân số thành phố đã vượt quá 1 triệu người.
Sendai bắt đầu được biết tới như một thành phố của cây cối (森の都 Mori no Miyako) từ trước Chiến tranh thế giới thứ hai. Đó là vì các lãnh chúa của Sendai đã khuyến khích dân trồng cây cối trong sân nhà. Kết quả là mọi ngôi nhà, ngôi đền và điện thờ ở trung tâm thành phố đều có những khu rừng gia đình (屋敷林 Ốc Phu Lâm,yashikirin), được sử dụng như nguồn cung cấp gỗ và những nguyên liệu hàng ngày. Những cuộc oanh tạc trong Chiến tranh thế giới thứ hai đã phá huỷ gần hết mọi cây cỏ, và một số lượng lớn nữa bị tiêu hao cho công cuộc phát triển phục hồi đất nước sau chiến tranh. Sendai vẫn được biết đến như "Thành phố của Cây cối", vì một cố gắng rất to lớn nhằm phục hồi lại cây xanh trong thành phố.

## Địa lý
Sendai nằm ở vị trí 38°16ᐟ05ᐥ Bắc, 140°52ᐟ11ᐥ Đông. Diện tích thành phố là 788,09 km², chạy dài từ Thái Bình Dương đến núi Ou, vốn là những ranh giới Đông - Tây của tỉnh Miyagi. Kết quả là làm cho địa lý của thành phố này thực sự đa dạng. Đồng bằng ở phía Đông, vùng đồi ở giữa và núi ở phía Tây thành phố. Điểm cao nhất của thành phố là Đỉnh Funagata, cao 1500 m so với mặt biển.
Sông Hirose có 45 km chảy qua Sendai. Dòng sông này được coi là biểu tượng của thành phố Sendai, đặc biệt là khi nó xuất hiện trong bài hát Aobajō Koiuta (青葉城恋唄 Thanh Diệp thành luyến bái hay "Tình ca thành Aoba"). Thành Sendai được xây dựng sát con sông, mục đích là sử dụng sông như một đường hào tự nhiên. Con sông này thường xuyên có lũ lụt đến tận thập niên 1950, khi những con đê và đập nước được xây dựng từ năm 1960 đến 1970 đã làm lũ lụt giảm đi rất nhiều. Con sông bây giờ nổi tiếng với nước sạch và cảnh đẹp tự nhiên, đã từng được Bộ Môi trường Nhật Bản bầu chọn là một trong 100 con sông nổi tiếng nhất nước Nhật.
Những ngọn núi ở Sendai là núi lửa ngừng hoạt động, già hơn nhiều ngọn núi lửa nổi tiếng như Zao và Narugo ở thành phố bên cạnh. Tuy nhiên, nhiều suối nước nóng được tìm thấy ở đây.

## Khí hậu
Sendai có khí hậu ôn hoà. Nhiệt độ trung bình 12,1 °C và lượng mưa trung bình 1241,8 mm/năm. Nhiệt độ cao nhất được ghi nhận là 36,8 °C, và thấp nhất là −11,7 °C. Một năm trung bình có khoảng 16,8 ngày thành phố có nhiệt độ cao trên 30 °C và chỉ 2,2 ngày mà nhiệt độ dưới 0 °C, một sự cách biệt nhỏ so với phần lớn các thành phố khác trên đất Nhật. Thành phố hiếm khi gặp bão, và trung bình mỗi năm chỉ có 6 ngày có tuyết dày hơn 10 cm. Mùa mưa ở Sendai thường bắt đầu vào cuối tháng 6 đến đầu tháng 7, trễ hơn so với các nơi khác ở Nhật.
Ngày 11/3/2011 Thành phố Sendai bị phá huỷ do trận địa chấn 9,0 độ Ricter trên vùng đứt gãy Thái Bình Dương cách đó 150 km về phía Đông Bắc. Trận động đất kinh hoàng này đã tạo ra đợ sóng thần cao đến 10m ập vào thành phố làn hàng vạn người thiệt mạng.

## Dân cư
Năm 2020, thành phố có dân số là 1.091.407 người với mật độ 1384,9 người/km² (tổng diện tích 788,09 km²) . Hầu hết mọi cư dân thành phố sống trong vùng đô thị nơi gần các ga xe lửa và xe điện ngầm. Cuộc điều tra dân số quốc gia năm 2000 đã cho thấy 88,5% dân số thành phố này (892.252 người) sống trong một diện tích 129,69 km² (bằng 16,6% tổng diện tích thành phố). Mật độ dân ở khu vực này là 6879,9 người/km², gấp 5 lần mật độ dân số thành phố (lúc đó là 1286,6 người/km²). Có khoảng 10.000 người ở Sendai không phải là công dân Nhật.
Trong năm 2020, Sendai có 525.828 hộ gia đình. Trung bình một gia đình có khoảng 2,07 thành viên. Các hộ gia đình đã trở nên nhỏ bé hơn so với trước đây, do thực tế là mỗi hộ chỉ có 1 thành viên, hoặc 1 đứa con. Tuổi trung bình của Sendai là 38,4; một trong những thành phố trẻ nhất của Nhật.

## Giao thông
Từ Sendai có đường bộ và đường sắt nối liền với các tỉnh khác trong đất nước. Tàu tốc hành "viên đạn" (shinkansen) từ Sendai đến Tokyo chỉ mất khoảng hai tiếng đồng hồ. Sân bay Sendai là sân bay hạng 2 của Nhật Bản, phục vụ các chuyến bay nội địa và một số chuyến bay quốc tế đi Trung Quốc (Bắc Kinh, Thượng Hải, Đại Liên, Trường Xuân), Hàn Quốc (Seoul), Đài Loan (Đài Bắc), và Guam. Từ sân bay Sendai có tuyến đường sắt đến ga Sendai (giá vé một chiều của năm 2009 là 630 yên Nhật).

## Đặc sản
Sendai là nơi phát sinh của một vài loại đồ ăn, gồm cả gyutan (牛タン, lưỡi bò), hiyashi chuka (mì nguội Trung Hoa) và robatayaki (thịt heo nướng). Tuy nhiên, sau đó robatayaki đã được mang đến Kushiro, nơi đã phát triển và làm cho món ăn trở nên nổi tiếng. Do đó, nhiều người đã tin rằng Kushiro là nguồn gốc của món robatayaki này. Zundamochi (ずんだ餅) và sasakamaboko (笹かまぼこ, kamaboko hình dạng giống như lá tre) cũng được coi là đặc sản của Sendai. Sendai cũng nổi tiếng vớI những món sashimi, sushi và sake. Đó là do Sendai rất gần vài cảng cá chính (như Kesennuma, Ishinomaki và Shiogama) và cũng vì tỉnh Miyagi là một nơi trồng nhiều gạo. Mặc dù, đôi lúc Sendai được cho là nguồn gốc của món "sushi băng tải" (conveyor belt sushi), nhưng nguồn gốc thực sự của nó là ở Osaka. Tuy nhiên, cửa hàng sushi băng tải đầu tiên ở phía đông Nhật Bản đã được mở ở Sendai.
Rất nhiều đồ thủ công ở Sendai có nguồn gốc từ thời kì Edo. Ví dụ, Sendai Hira, một loại vải lụa được dệt bằng tay, đồ gốm Tsutsumiyaki và giấy viết Yanagiu Washi.

## Giáo dục
Đôi khi Sendai được gọi là "Thành phố Học viện" (学都 Học đô) vì thành phố này có rất nhiều trường đại học so với dân số của nó. Đại học Tohoku là đại học nổi tiếng nhất ở đây. Đại học này là một trong 7 trường đại học thượng hạng ở Nhật Bản và từng được xếp hạng trong những trường đại học kỷ luật và đòi hỏi nhạy bén nhất châu Á năm 1999 bởi Asiaweek.

## Hình ảnh

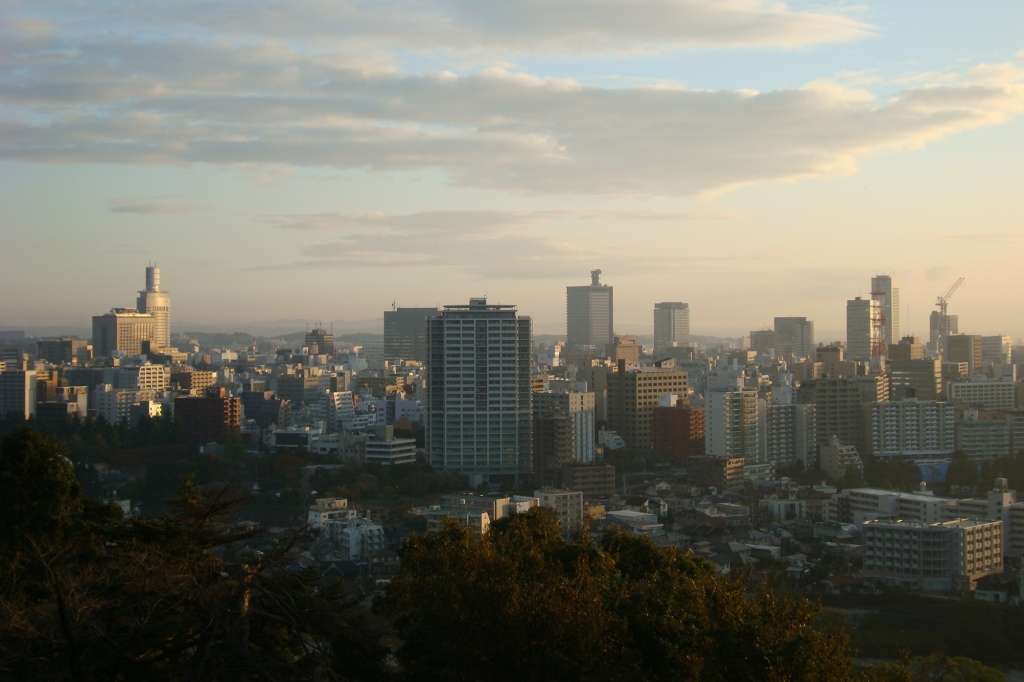
Sendai
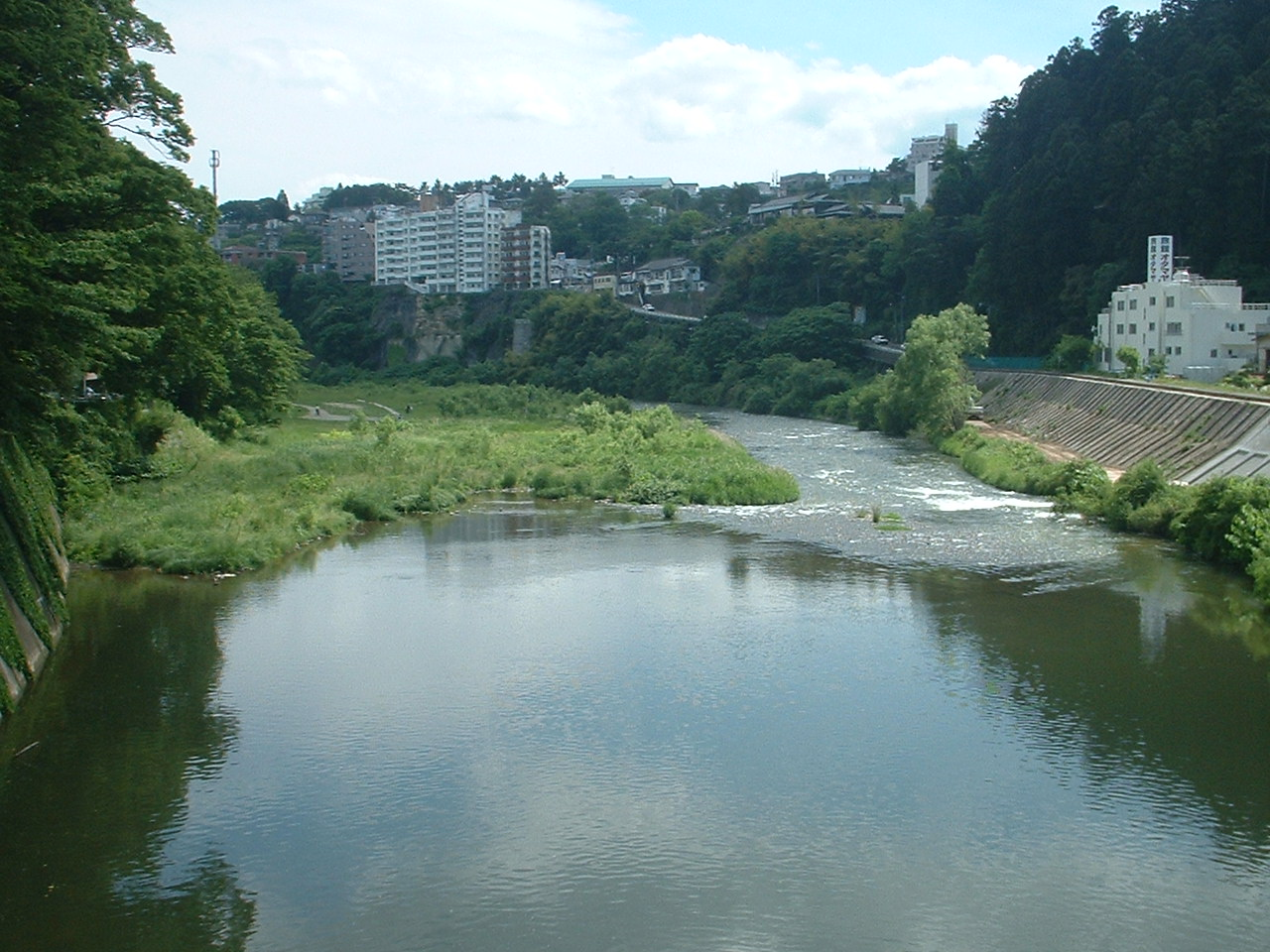
Sông Hirose nhìn từ cầu Otayama
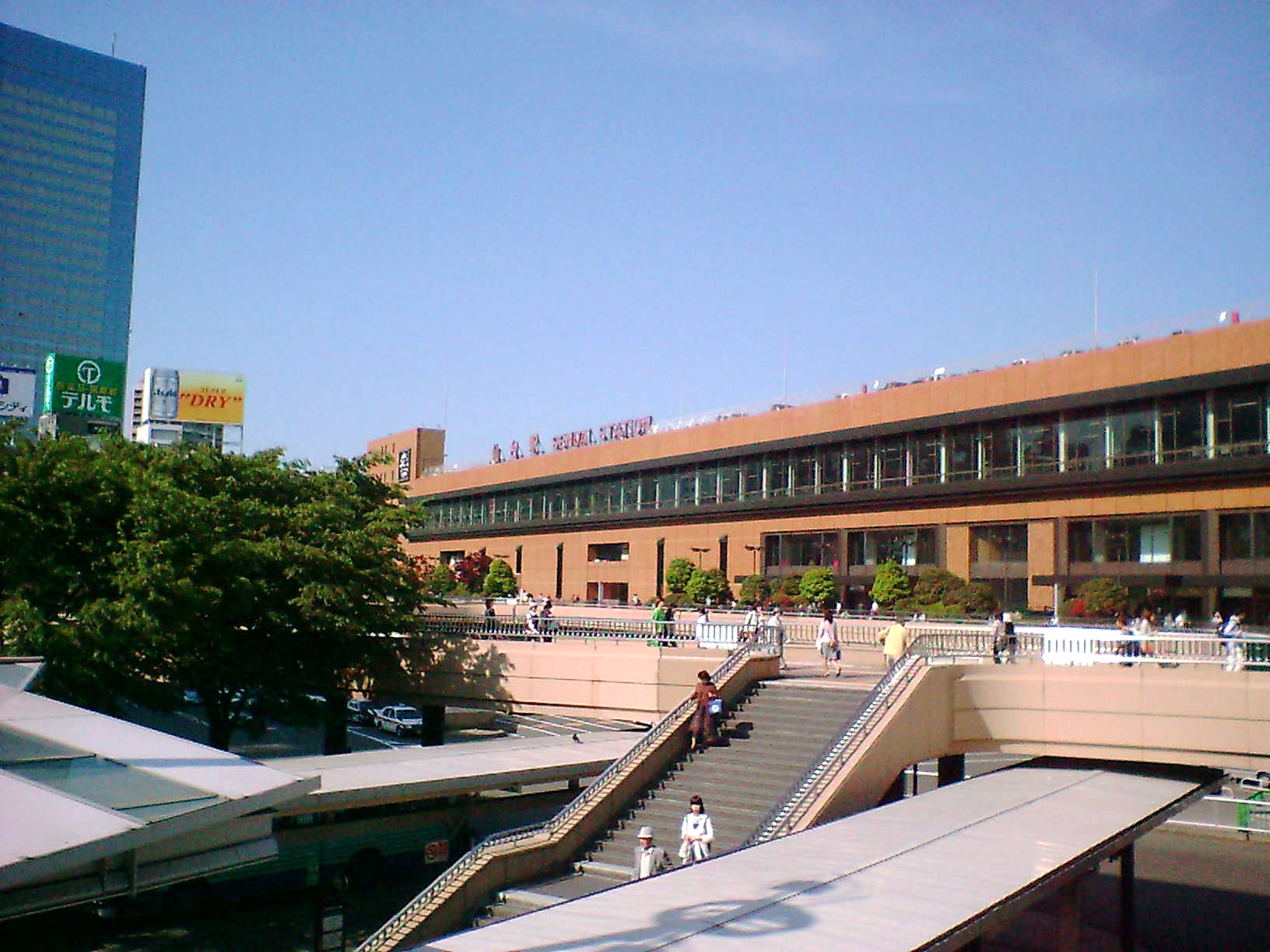
Nhà ga Sendai
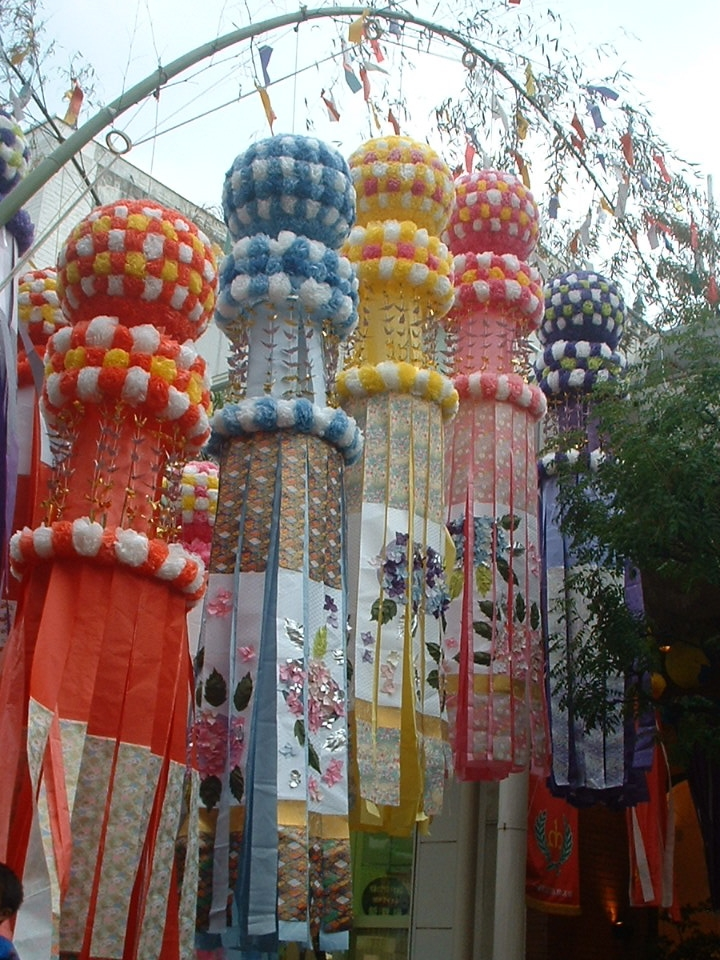
Lễ hội thất tịch ở Sendai